# The Twilight Singers
The Twilight Singers és un grup musical nord-americà de rock. El grup va ser format per Greg Dulli, líder del grup The Afghan Whigs, el 1997. Quan els Whigs es van separar Dulli es va concentrar en la seva carrera amb els Twilight Singers. De fet, l'únic membre permanent és el mateix Dulli. Han publicat quatre àlbums i han realitzat diverses gires internacionals.

## Discografia

### Àlbums
- Twilight as Played by the Twilight Singers (Columbia, 2000).
- Blackberry Belle (One Little Indian, 2003).
- She Loves You (One Little Indian, 2004).
- Powder Burns (One Little Indian, 2006).

### Singles i EP
- Black is the Color of My True Love's Hair (Birdman, 2003). EP de tres cançons.
- A Stitch In Time (One little indian, 2007). EP de 5 cançons.